# Upplands runinskrifter 1008
U 1008 är ett vikingatida runstensfragment av ljus gråröd granit i Västerberga, Rasbo socken och Uppsala kommun.
Runsten är i granit, 1,1 m hög, 0,65-0,9 m bred och 0,45 m tjock, dekorerad med slinga och kors, 6-8 cm höga runrester. Denna runsten har ursprungligen stått vid Westerberga där fragmenten legat i husgrunder och förts till kyrkan samt hopsatts år 1926. Runstensfragment som utgör ett stycke av U 1008 hittades i november 1967 och är 45 cm hög, 27 cm bred och 40 cm tjock med slinga och runtecken.

## Inskriften
Translitterering av runraden:
[kuni lit · rasa · stain · e]ftiʀ ki---uku · kunu [sino ·] (k)uþ h[ialbi ont en]or
Normalisering till runsvenska:
Gunni let ræisa stæin æftiʀ Gi[nnla]ugu, konu sina. Guð hialpi and hennaʀ.
Översättning till nusvenska:
Gunne lät resa stenen efter Gilang, sin hustru. Gud hjälpe henne, ande.

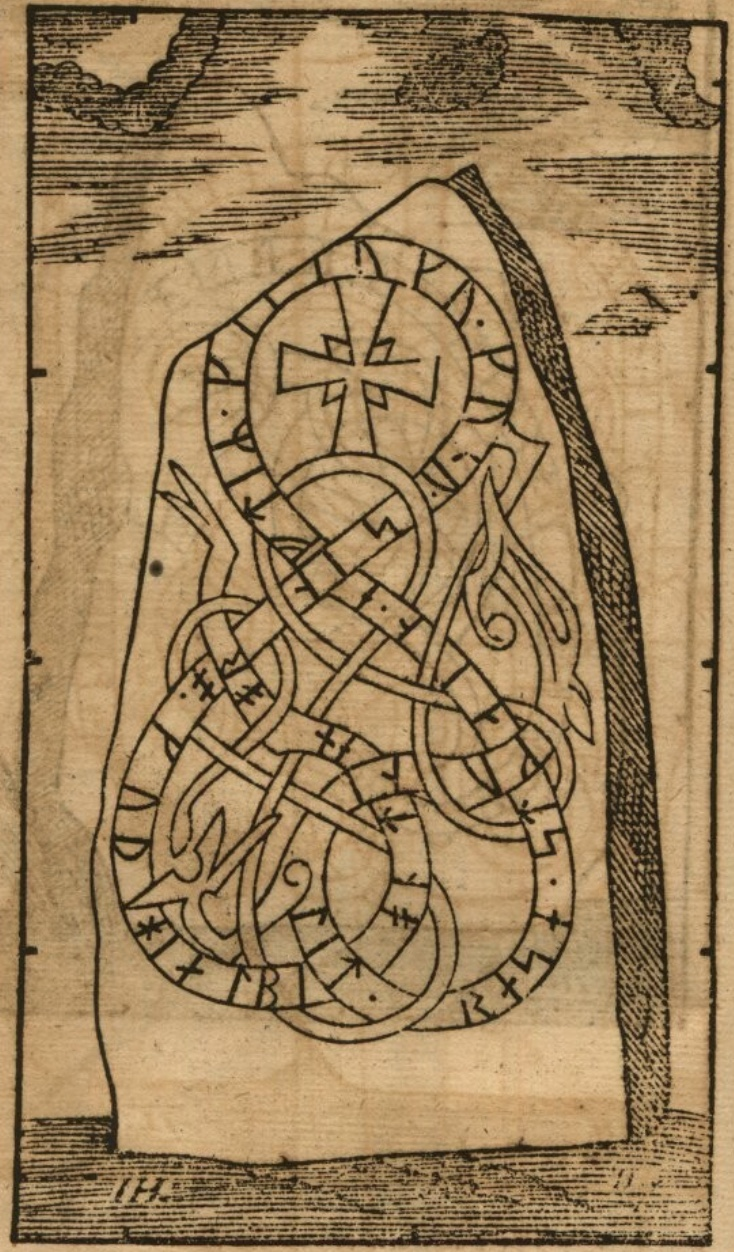
U 1008, Bautil 534

Stenen är rest efter en kvinna av hennes efterlevande make, som är mindre vanligt än tvärtom. Den är ristad troligtvis av samma ristaren, som ristade U 1006 och U 1007 — Manne. Svärdström skriver att  runformerna och ornamentala detaljer skiljer sig mellan U 1008 och U 1007. Källström menar att fler stenar kan ingå i samma grupp, som t.ex. Gs 1 och U 1011, och då kan ristaren vara Önjut.